# Opel Olympia A
L'Opel Olympia A était un modèle de véhicule de la catégorie automobile compacte produit par Opel entre l'été 1967 et le milieu de l'année 1970. C'était une variante mieux équipée de la Kadett B.
Il y a eu une Opel Olympia de 1935 à 1953; Diverses versions de l'Opel Rekord (jusqu'en 1957 et en 1962) portaient également ce nom.

## Historique du modèle
Au sein de la gamme Opel, l'Olympia A est arrivée sur le marché en août 1967 en tant qu'ajout luxueux à la catégorie automobile compacte. La voiture était destinée à combler le vide par rapport a la Rekord plus grande jusqu'à la sortie de l'Ascona A et reçut une calandre chromée dans les coins avec des ornements supplémentaires ainsi qu'un intérieur plus élaboré sans le métal nu des modèles Kadett plus simples.
L'Olympia A était disponible en trois nouvelles variantes de carrosserie : les berlines deux et quatre portes avaient un hayon, qui n'avait cependant aucune utilité pratique, mais plutôt une visibilité réduite par rapport aux Kadett berlines et réduisait le coffre de 337 à 315 litres. Il y avait aussi un coupé nouvellement conçu («coupé F» en interne). Dès lors, la Kadett B LS et la Kadett Rallye reçoivent également ces carrosseries. À partir de 1971, le «coupé F» fut utilisé pour tous les autres modèles de Kadett.
Les progrès techniques apportés par l'Olympia A (colonne de direction de sécurité, essieu arrière à ressorts hélicoïdaux) ont également été directement repris sur la Kadett B. La production de l'Olympia A a pris fin en juillet 1970. Avec 80 697 unités construites, le modèle n'a pas connu un succès commercial particulier car il ne différait pas assez de l'Opel Kadett B, moins chère. Sa successeur fut l'Opel Ascona A, présentée en novembre 1970, avec une carrosserie nouvellement développée et indépendante.
Les moteurs suivants étaient disponibles :
- Moteur OHV SR avec système à double carburateur de 1,1 litre et 44 kW (60 ch)
- Moteur CIH S de 1,7 litre et 55 kW (75 ch)
- Moteur CIH S de 1,9 litre et 66 kW (90 ch; seulement pour le coupé)

Surtout avec son moteur de 1,9 litre, l'Opel Olympia, qui a toujours eu un poids à vide inférieur à 900 kg, est l'un des véhicules les plus agiles de sa catégorie.

## Galerie

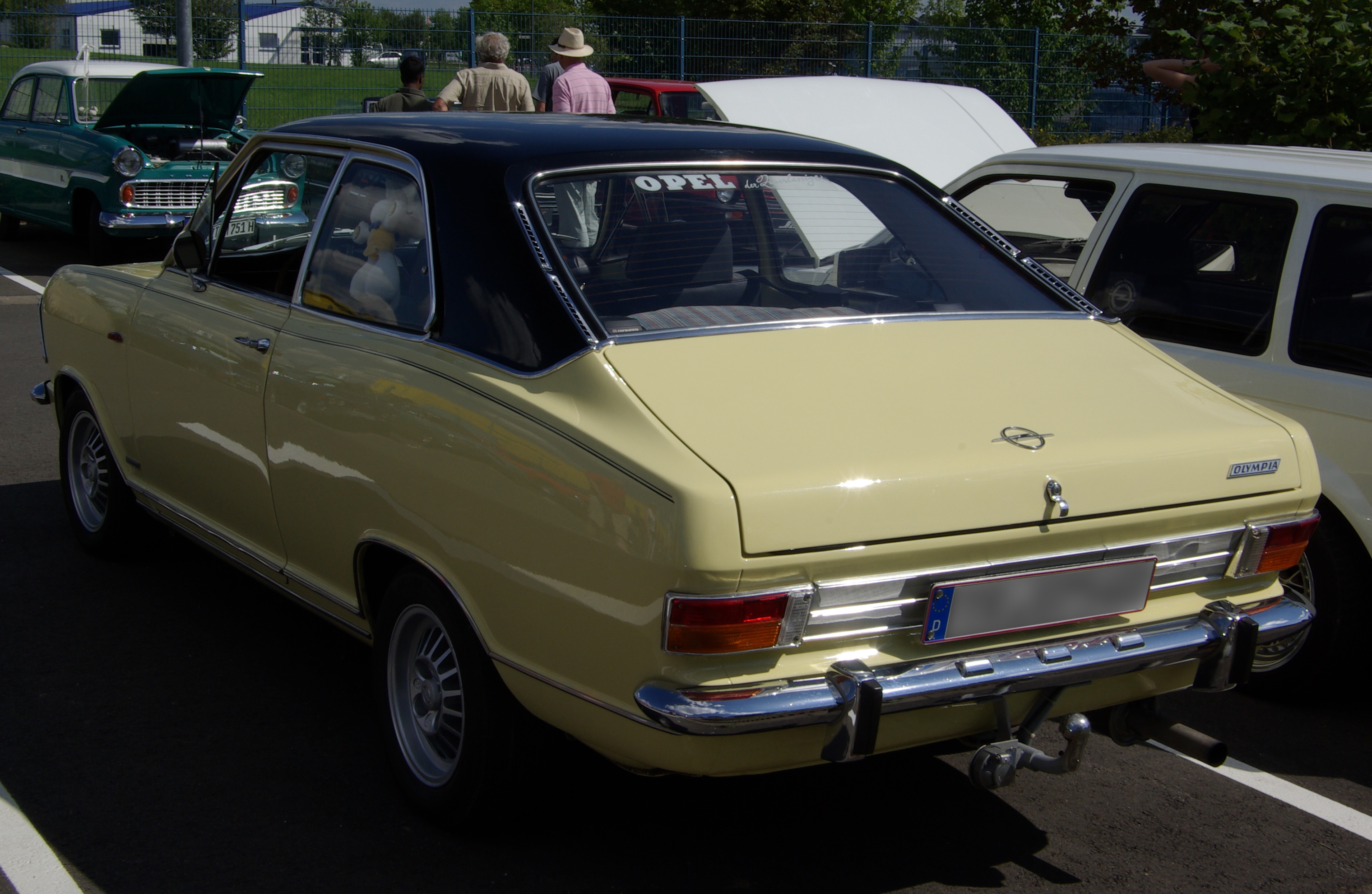
Vue arrière
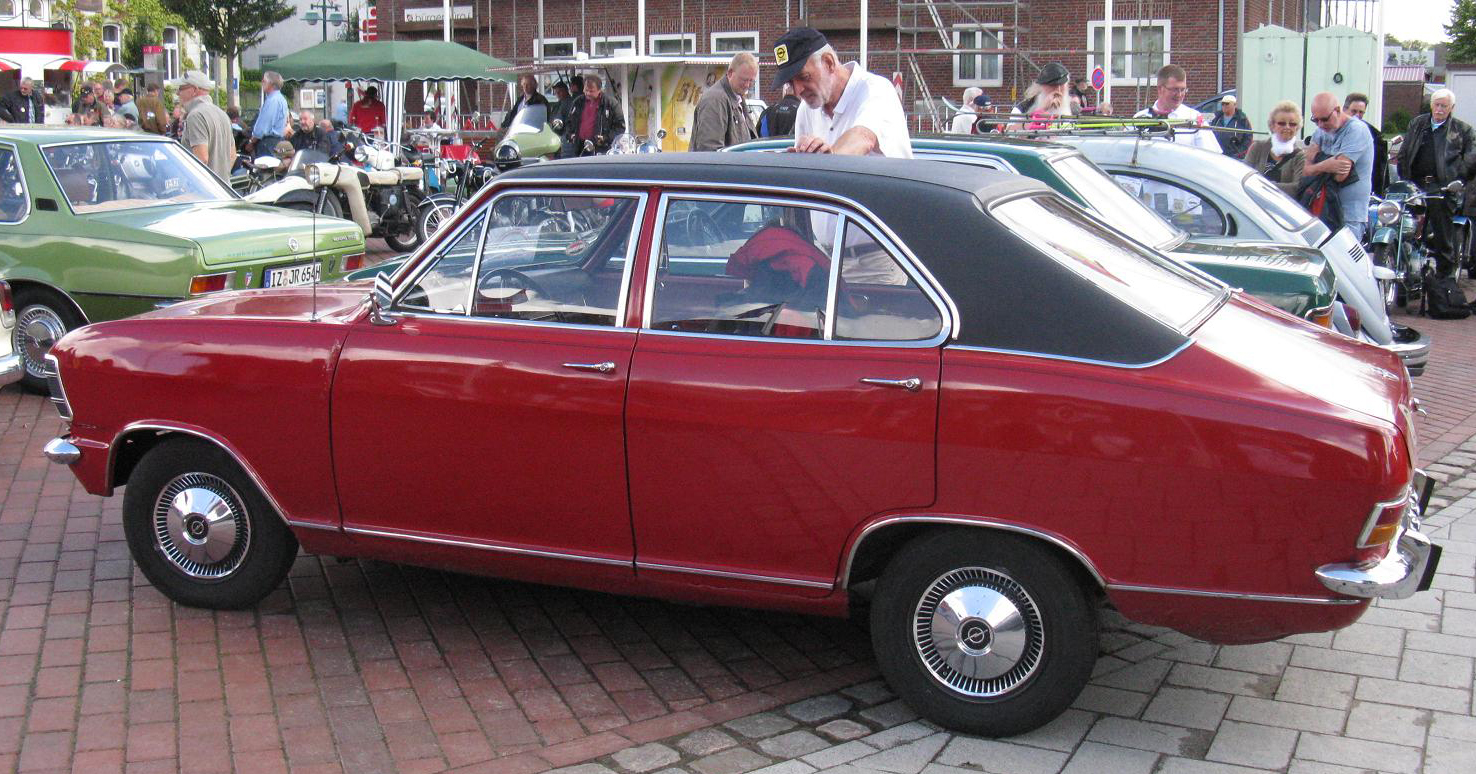
Opel Olympia en version quatre portes
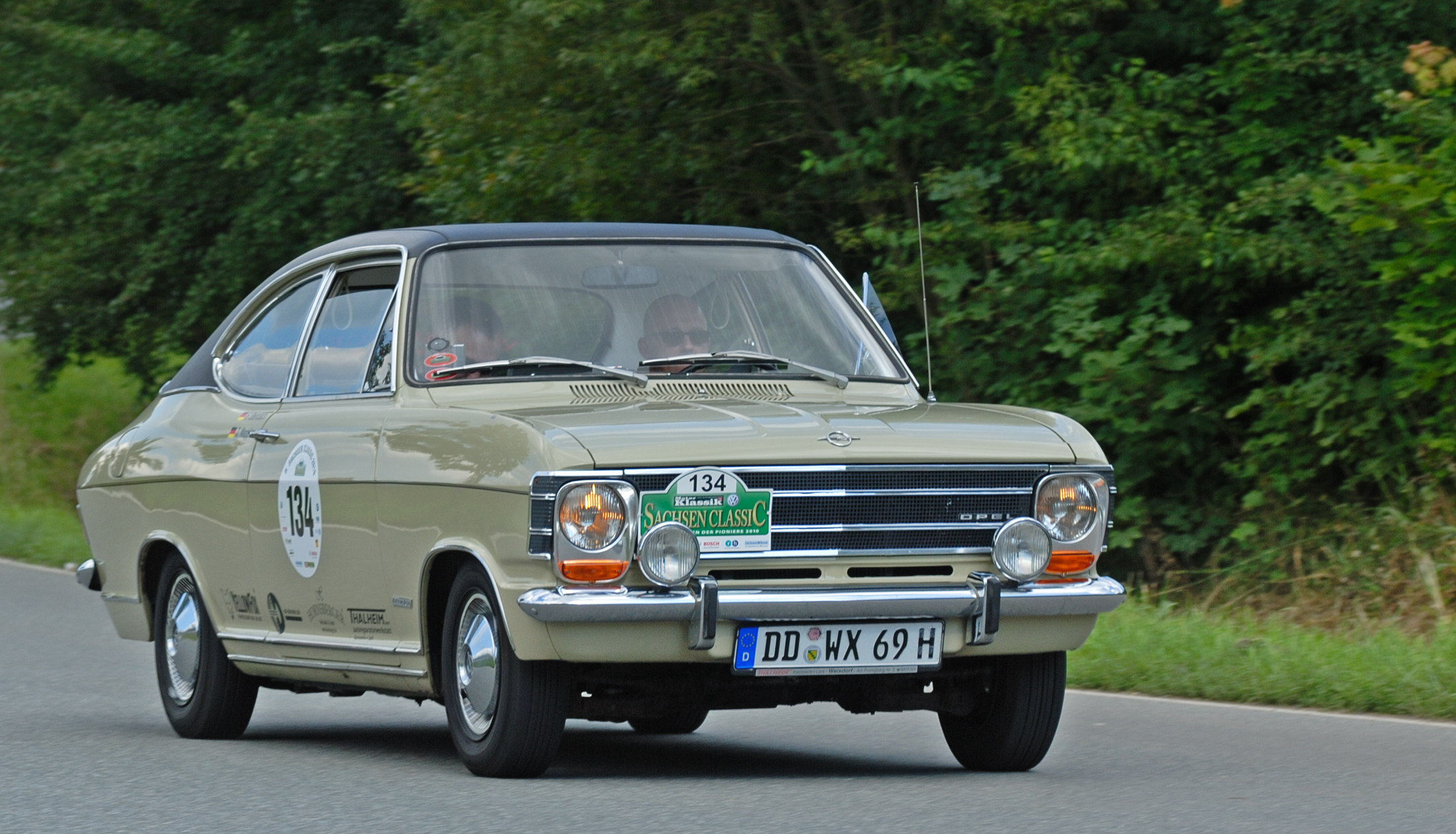
Opel Olympia coupé (1969)

## Divers

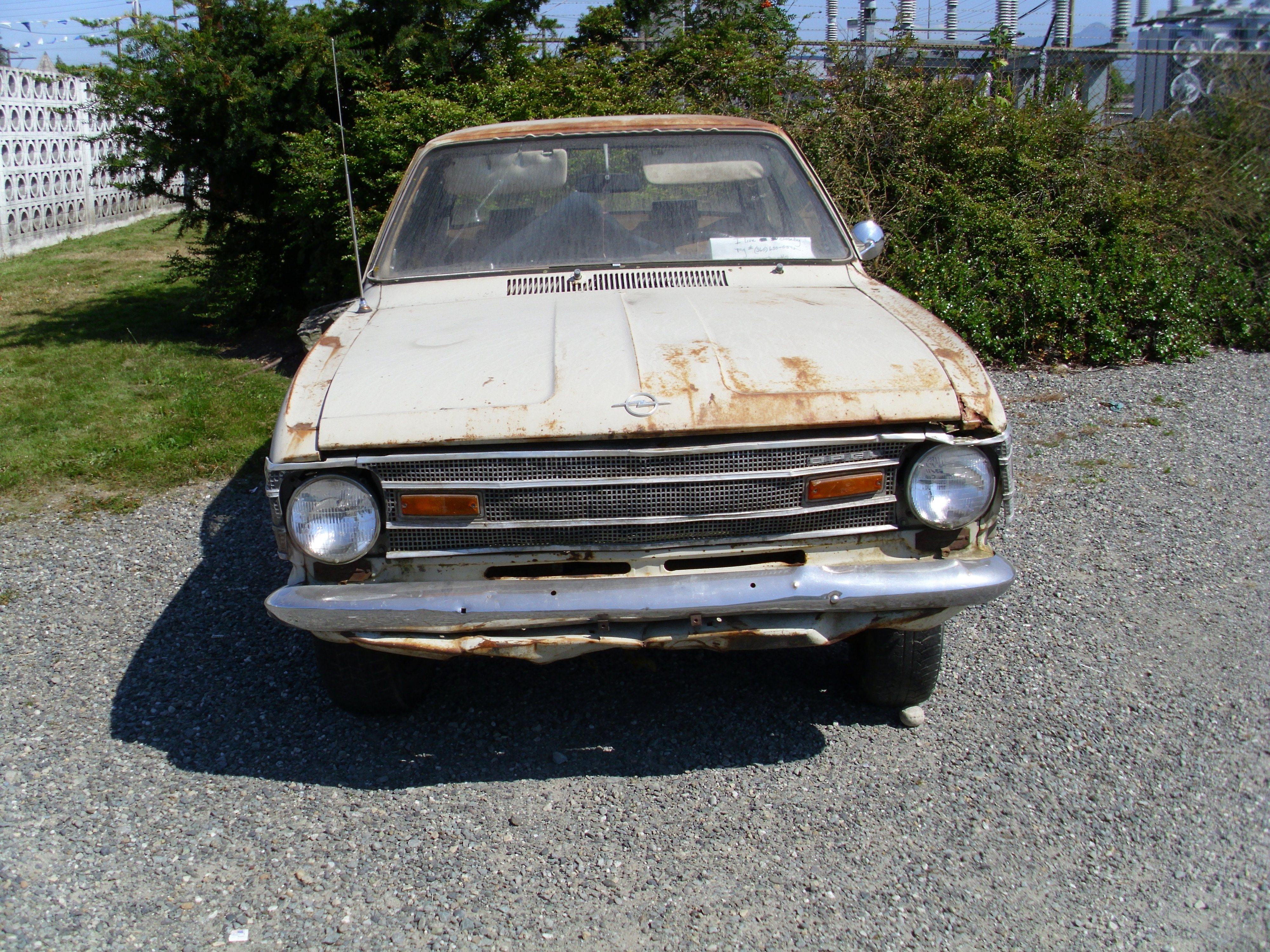
Modèle d'exportation américain de la Kadett

En particulier, le toit en vinyle, disponible moyennant un coût supplémentaire, s'est avéré des années plus tard être le talon d'Achille de ces derniers modèles d'Olympia, car le revêtement du toit devenait souvent un piège à humidité et donc à la rouille.
La partie avant des modèles d'exportation américains de la Kadett ressemblait parfois assez à celle de l'Olympia A, mais en fait, seules les pièces d'angle sont les mêmes.